# LAN party

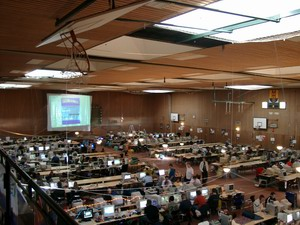
Большая LAN party (свыше 300 человек) в Германии

LAN party — собрание людей по интересам с их персональными компьютерами.. Название происходит от английской аббревиатуры LAN (локальная вычислительная сеть). Чаще всего устраивается ради компьютерных игр. Сети строятся от 2 человек. Максимальное число участников обусловлено техническими возможностями сети.
Крупнейшим LAN party среди гиков считается  ежегодный турнир QuakeCon в Далласе (штат Техас) по игре Quake.